# Kępy Lubczyńskie
Kępy Lubczyńskie (do 1945 Jagenkamp) – osada w Polsce położona w województwie zachodniopomorskim, w powiecie goleniowskim, w gminie Goleniów, w sołectwie Borzysławiec.

## Historia
Pierwsza wzmianka o osadzie pochodzi z 1838 roku, odnotowano 12 dzierżawców ziemi, 3 komorników i 70 mieszkańców.
Obecnie Kępy Lubczyńskie to kilka zagród przy drodze ze Smolna do Borzysławca. Osada położona na skraju Puszczy Goleniowskiej i Doliny Dolnej Odry (łąki).
Obok osady leży inna miejscowość Smolno, która przez dłuższy czas błędnie była określana jako lokalizacja Kęp Lubczyńskich. Do dziś na wielu mapach topograficznych zaznaczona jest błędna lokalizacja tej miejscowości. Smolno od 1948 jest częścią wsi Lubczyna i nigdy nie była częścią Kęp Lubczyńskich.
Okoliczne miejscowości: Lubczyna, Iwno, Borzysławiec, Kłosowice, Jasiny, Smolno.